# Blagoweschtschenski-Brücke
Die Blagoweschtschenski-Brücke (russisch Благовещенский мост Blagoweschtschenski most, früher russisch Мост Лейтенанта Шмидта Most Leitenanta Schmidta, deutsch ‚Leutnant-Schmidt-Brücke‘) überquert die Newa in Sankt Petersburg.
Die Blagoweschtschenski-Brücke war die erste feste Brücke über die Newa. Sie verbindet die Wassiljewski-Insel mit dem Stadtzentrum.

## Namen
Die Brücke wurde von 1843 bis zum 12. November 1850 unter dem Projektnamen Newski-Brücke (Невский мост/Newski most) von Stanisław Kierbedź errichtet. Vom 12. November 1850 bis zum Jahr 1855 hieß sie Blagoweschtschenski-Brücke (Благовещенский мост/Blagoweschtschenski most). Nach dem Tod von Nikolaus I. wurde sie 1855 zur Nikolai-Brücke (Николаевский мост/Nikolajewski most) umbenannt. Eine weitere Umbenennung erfuhr die Brücke nach der Revolution 1918, nach der sie zu Ehren von Pjotr Schmidt zur Leutnant-Schmidt-Brücke (мост Лейтенанта Шмидта/most Leitenanta Schmidta) wurde. Im Anschluss an umfangreiche Sanierungsmaßnahmen wurde die Brücke am 14. August 2007 als Blagoweschtschenski-Brücke wiedereröffnet.